# Student Nonviolent Coordinating Committee
Lo Student Nonviolent Coordinating Committee (SNCC, spesso pronunciato in inglese "snick": /ˈsnɪk/, in italiano Comitato studentesco per la coordinazione non-violenta) fu una delle più importanti organizzazioni negli Stati Uniti legate al Movimento per i diritti civili degli afroamericani negli anni Sessanta.
Emerse da un meeting di studenti organizzato da Ella Baker e tenutosi alla Shaw University di Raleigh, in Carolina del Nord, nell'aprile 1960. L'SNCC si sviluppò e divenne ben presto un'organizzazione vera e propria con numerosi sostenitori al Nord che aiutavano con vari fondi le comunità afroamericane aderenti, specialmente quelle del Sud, permettendo agli impiegati dell'SNCC di avere 10 $ a settimana come salario. Molti volontari non stipendiati lavorarono all'SNCC in Mississippi, Alabama, Georgia, Arkansas e Maryland, giocando un ruolo importante in centinaia di sit-in e freedom rides, come anche nella Marcia su Washington del 1963 e la Mississippi Freedom Summer. Il punto di forza dell'SNCC era il lavoro sul campo, guidando numerosi cittadini neri alla registrazione per il voto e guidandoli verso una maggiore partecipazione politica.

## Fondazione e primi tempi
La SNCC nacque ad nell'aprile 1960, quando Ella Baker organizzò un incontro per coordinare l'iniziativa dei sit-in, che ormai si erano diffusi in tutti il paese. Centinaia di giovani si riunirono quindi in North Carolina dando vita all'associazione, la quale non aveva però nessuna struttura gerarchica.

## Voter Education Project, VEP
Dopo i freedom riders, i leader neri del Mississippi, quali Amzie Moore, Aaron Henry, Medgar Evers ed altri chiesero all'SNCC di aiutare gli elettori neri a registrarsi e di lavorare per ottenere la fiducia delle comunità del Sud, per avere un po' d'influenza politica sullo Stato. Nel 1890 il Mississippi ratificò la sua nuova costituzione: 70 anni dopo, ancora rendeva di fatto proibita la partecipazione al voto per i neri, sia per le intimidazioni e le violenze che gli afroamericani potevano subire, sia perché era necessario passare attraverso una fitta burocrazia per la quale, spesso, i neri venivano del tutto esclusi dalle liste elettorali.
Negli anni Cinquanta, per la cultura della supremazia bianca impedire ai neri di votare era un atto essenziale. Nell'autunno 1961, Robert Moses, membro dell'SNCC, avviò un progetto di registrazione dei votanti a McComb. I suoi sforzi furono accolti con una violenta repressione statale e locale, specialmente da filoni del Ku Klux Klan. Gli attivisti furono picchiati, arrestati e l'attivista Herbert Lee fu assassinato.
L'opposizione dei bianchi alla partecipazione politica dei neri in Mississippi era così intensa che gli attivisti del Nord ritennero opportuno unire le forze e lavorare congiunti per avere più margini di successo. Nel 1962, i rappresentanti di SNCC, CORE e NAACP formarono il "Consiglio delle Federazioni Organizzate" (Council of Federated Organizations, COFO). In breve, SCLC divenne parte di COFO.
Nella primavera del 1962, con i fondi del progetto Voter Education, SNCC e COFO iniziarono la registrazione degli elettori nella zona del delta del Mississippi intorno a Greenwood, Hattiesburg, Laurel e Holly Springs. Come a McComb, i loro sforzi furono accolti con feroci attacchi e arresti, pestaggi, sparatorie, incendi dolosi e omicidi. Gli ammessi al voto decisero d'imporre un test di alfabetizzazione così alto da tagliar fuori tutti i neri, dal momento che lo standard era tale che nemmeno uno studente di alto livello avrebbe potuto raggiungerlo. Inoltre, molti padroni di casa sfrattarono i loro inquilini neri e i datori di lavoro licenziarono molti dipendenti di colore. Sebbene questi atti riducessero notevolmente l'affluenza alle urne da parte dei neri, le rivolte nazionali iniziarono a destare l'attenzione di tutto il Paese.
Altre campagne simili nacquero in Louisiana, Alabama, Georgia e Carolina del sud. Nel 1963 divennero parte integrante del Movimento per i diritti civili e, dopo l'approvazione   del Civil Rights Act del 1964, la tutela del diritto di voto e l'agevolazione nelle procedure elettorali divenne l'obiettivo principale del succitato movimento. Nel 1965 si giunse al Voting Rights Act, che impose a tutti gli stati di garantire il diritto costituzionale ed innegabile di voto a tutti i cittadini americani, indipendentemente dal colore della loro pelle.